# Sissable
Sissable est un lieu-dit de Guérande, en France. Il forme une presqu'île à la limite occidentale des Marais salants de Guérande.

## Description
Le lieu-dit de Sissable est situé dans les marais salants de Guérande, en Loire-Atlantique. La pointe de Sissable forme une sorte de petite presqu'île des marais salants qui s'avance vers l'ouest et sépare les deux traicts du Croisic, une zone maritime largement découverte à marée basse et recouverte à marée haute, entre le Petit Traict au nord et le Grand Traict au sud. La pointe de Pen-Bron est distante d'1,5 km à l'ouest, de l'autre côté du Petit Traict ; Le Croisic est situé à 2 km au sud-est, sur l'autre rive du Grand Traict. Batz-sur-Mer est à 3 km au sud, le village de Saillé à 4 km à l'est en traversant les marais salants. La ville de Guérande est distante de 5 km au nord-est ; Sissable fait partie du territoire de la commune de Guérande, dont elle forme l'extrémité sud-ouest.
Sissable est entouré d'eau sur ses côtés nord, ouest et sud et se situe à la limite du domaine maritime ; à l'est, la limite avec les marais salants est mal définie. Quelques habitations s'élèvent sur la côte du Petit Traict. L'extrémité ouest de la pointe, une vaste zone d'estran correspondant à un ancien polder détruit, les Baules de Sissable (« baule » étant un terme local désignant une zone recouverte par l'océan lors des grandes marées), est en partie utilisée par des conchylicultures. Au sud, les salines de Sissable exploitent le sel marin ; cette zone est protégée de l'océan par une digue.
Sissable est accessible aux véhicules par une petite route en impasse longue d'environ 2 km qui débute sur la route des Marais qui relie Guérande à Batz-sur-Mer et est bordée de salines des deux côtés. Un petit parking de 22 places est aménagé à son extrémité.

## Historique
Les salines de Sissable sont parmi les dernières construites dans les marais salants de Guérande, à la fin du XVIIIe siècle. Le lieu-dit figure sur la carte de Cassini de la région, qui date de la même époque. La digue protégeant les salines de l'océan est édifiée au XIXe siècle.
En 2001, à la suite du naufrage du pétrolier Erika au large de la Bretagne, un arrêté municipal restreint la route d'accès à Sissable aux véhicules à moteurs, à l'exception des professionnels opérant sur la zone. Cet arrêté est renforcé en 2011, la mairie de Guérande justifiant sa décision par une affluence touristique accrue,. En 2012, cette restriction est levée et un parking est aménagé sur le site.

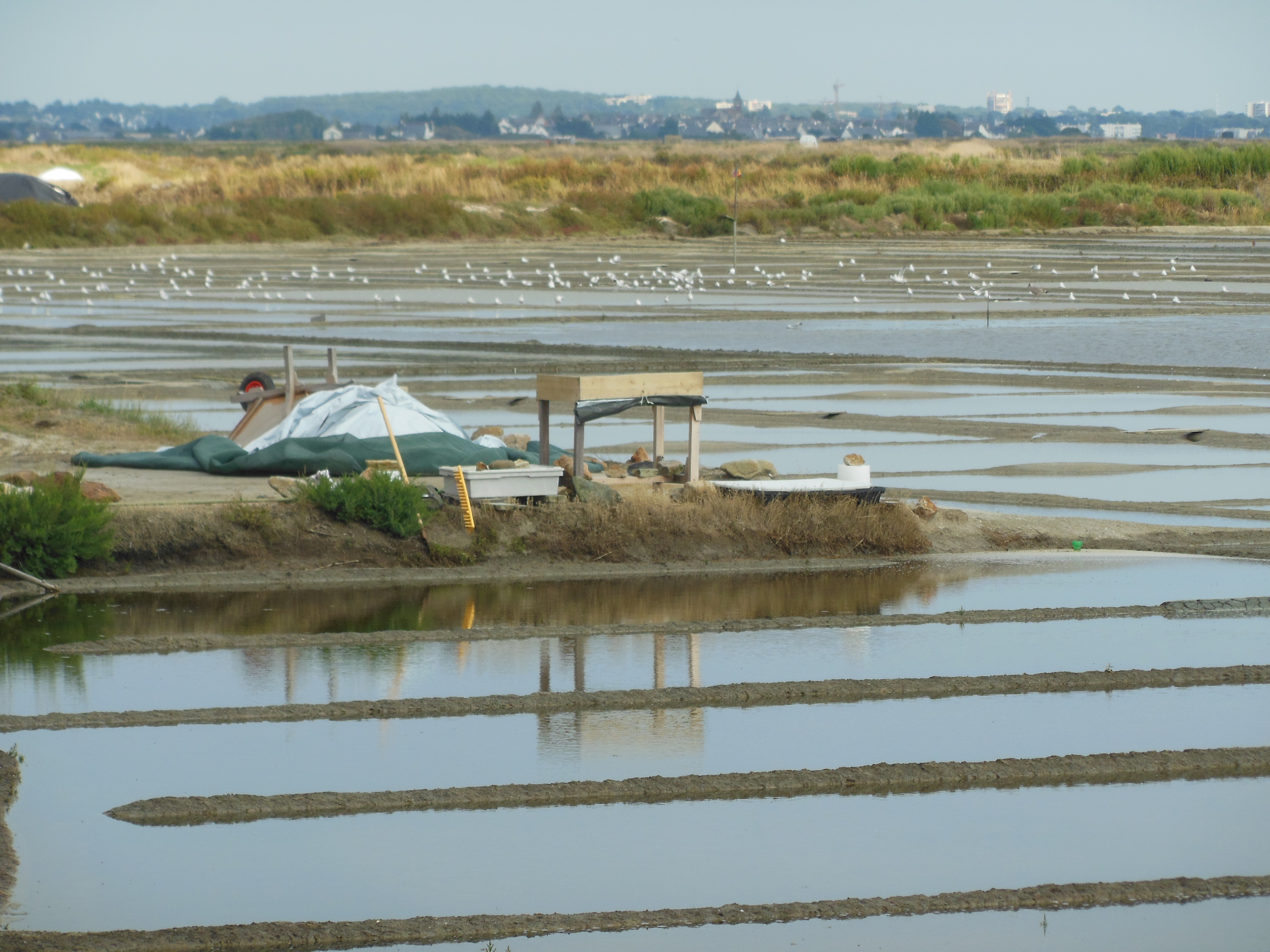
Les marais salants à Sissable, vue sur le village de Saillé.
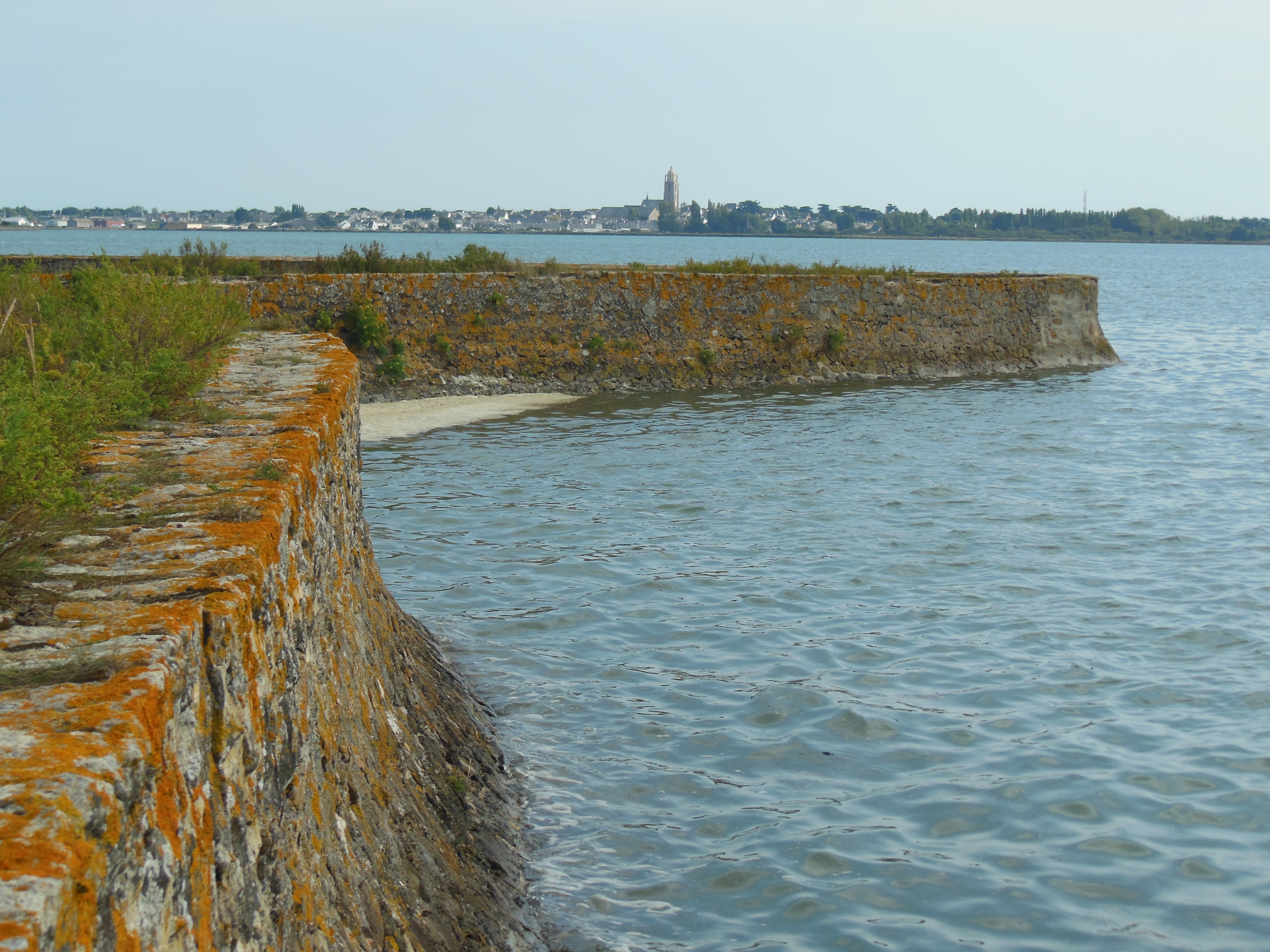
La digue de Sissable, le grand Traict du Croisic et le clocher de Batz-sur-Mer.
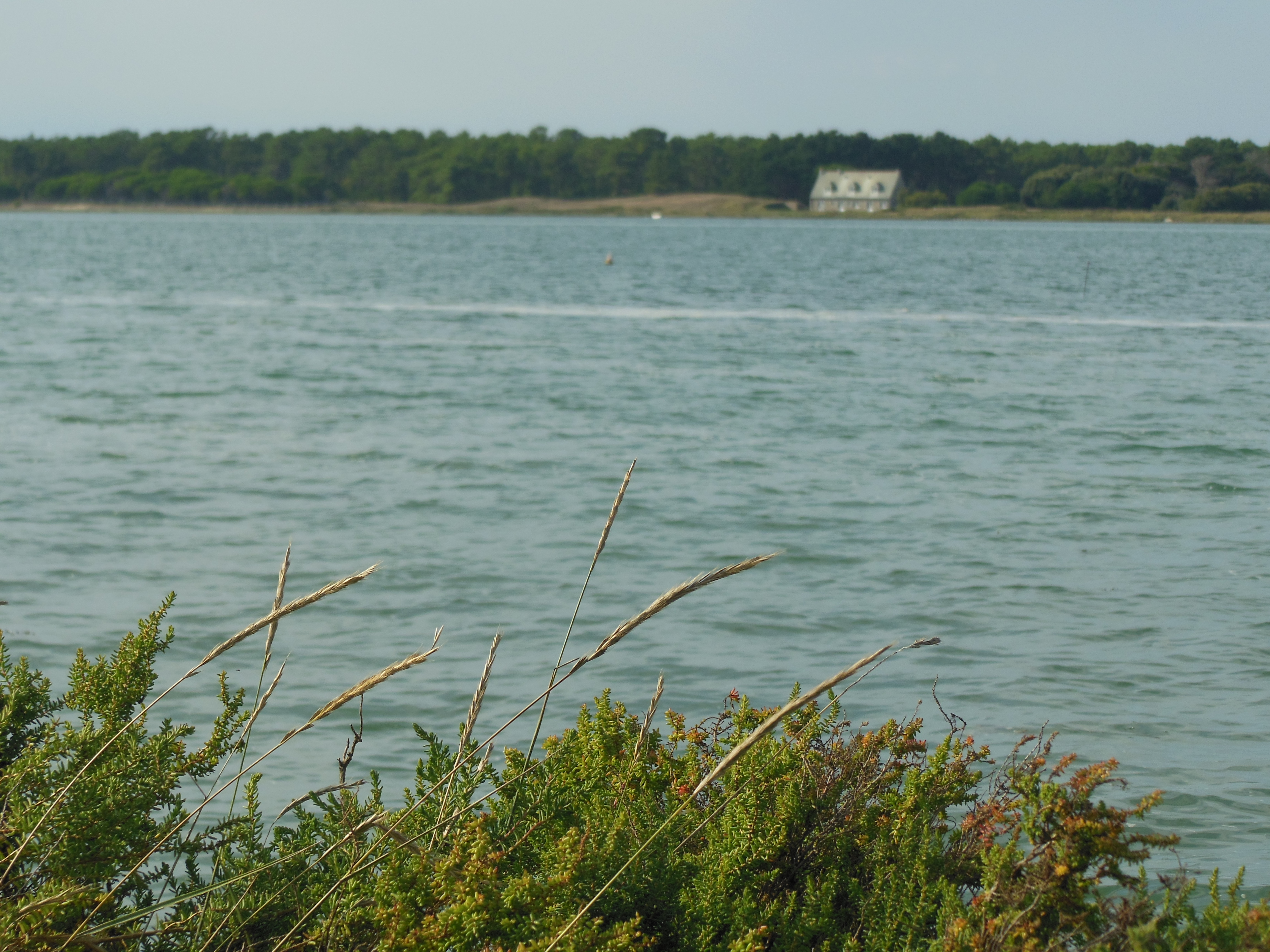
Le petit Traict du Croisic et la forêt de Pen-Bron vus de Sissable.
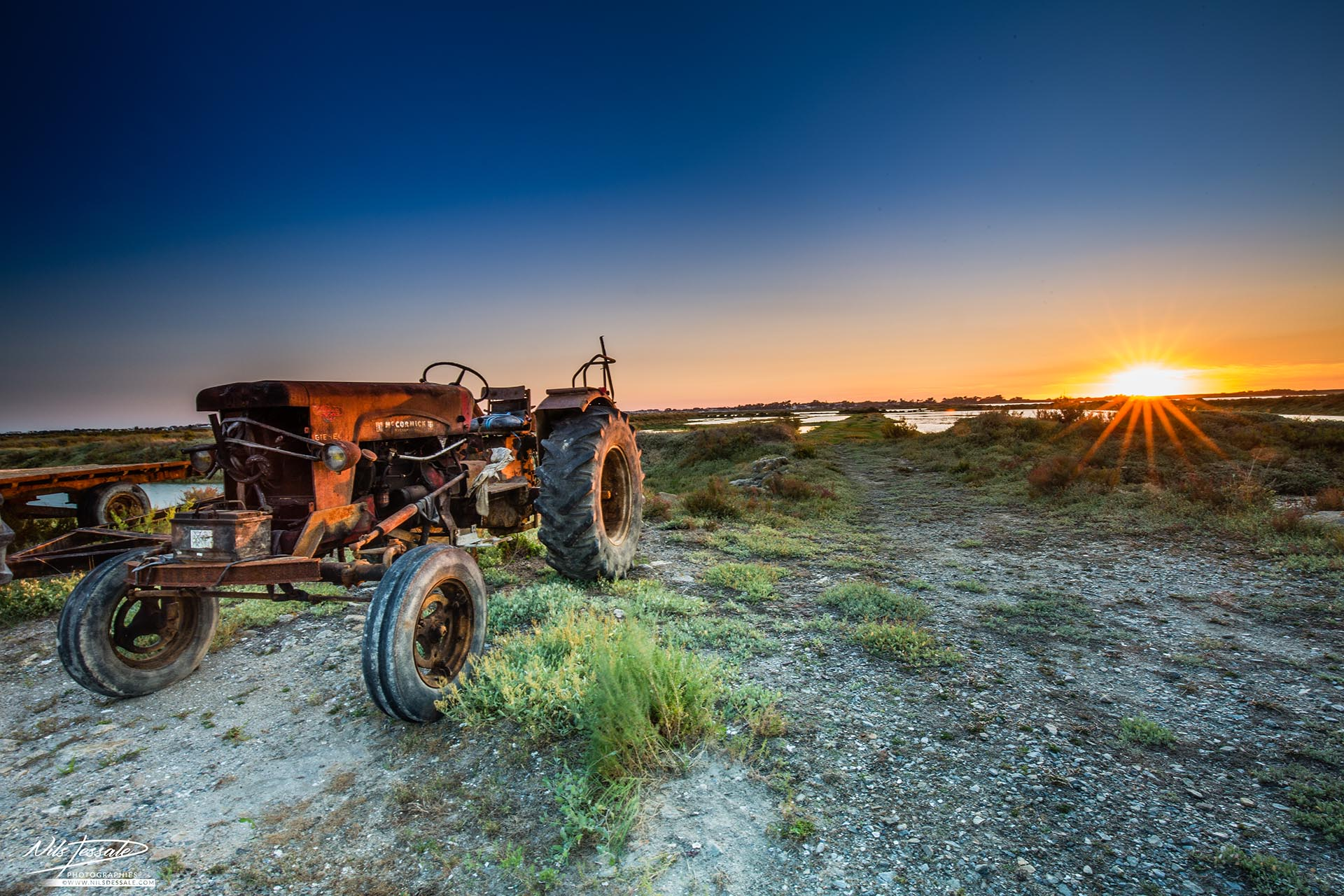